# Albert Bisschop
Albert Bisschop (* in Lübeck; † 11. Juni 1468 in Brügge) war ein deutscher Fernhandelskaufmann aus Lübeck in Flandern.

## Leben

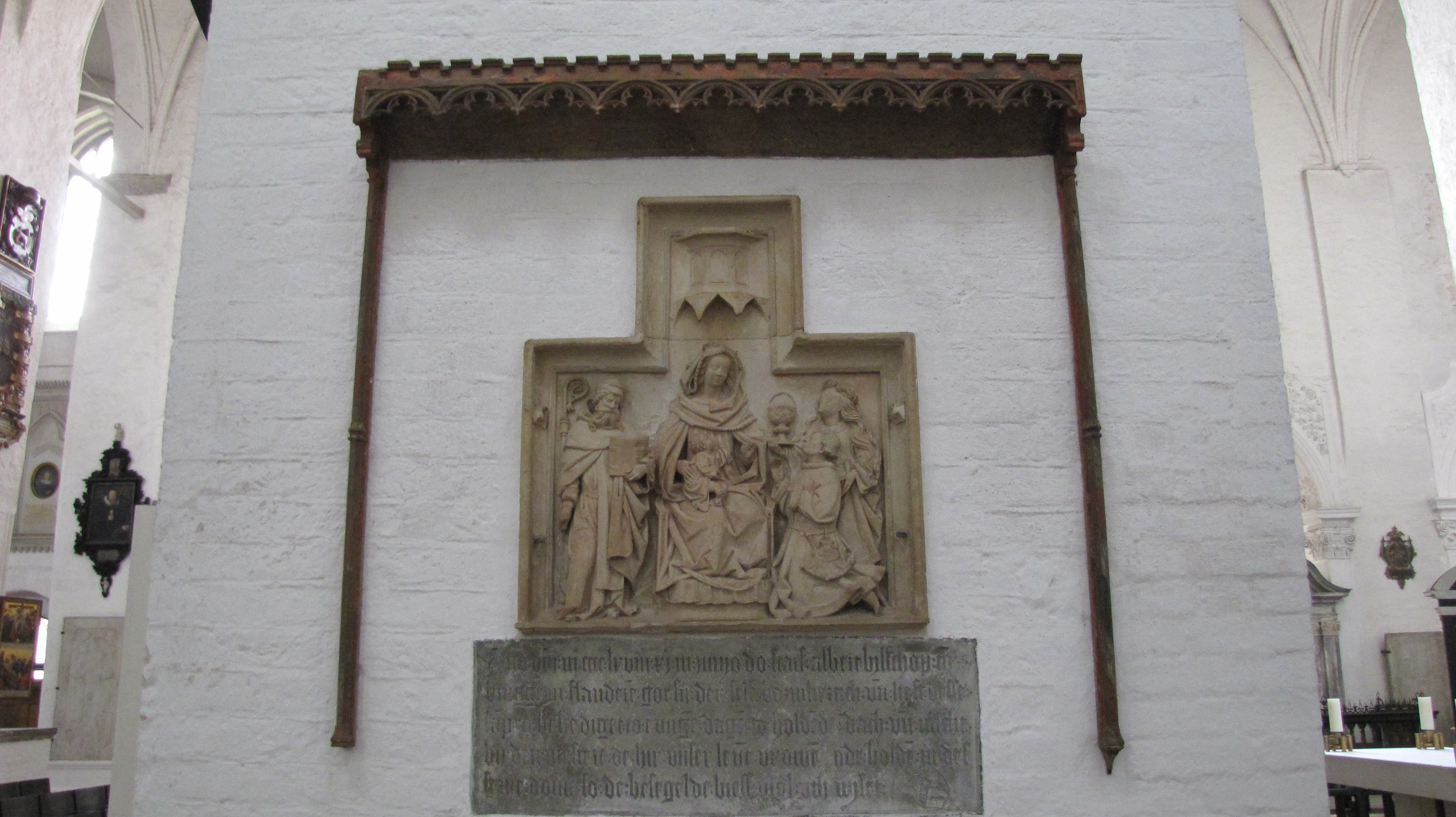
Epitaph des Albert Bisschop im Lübecker Dom

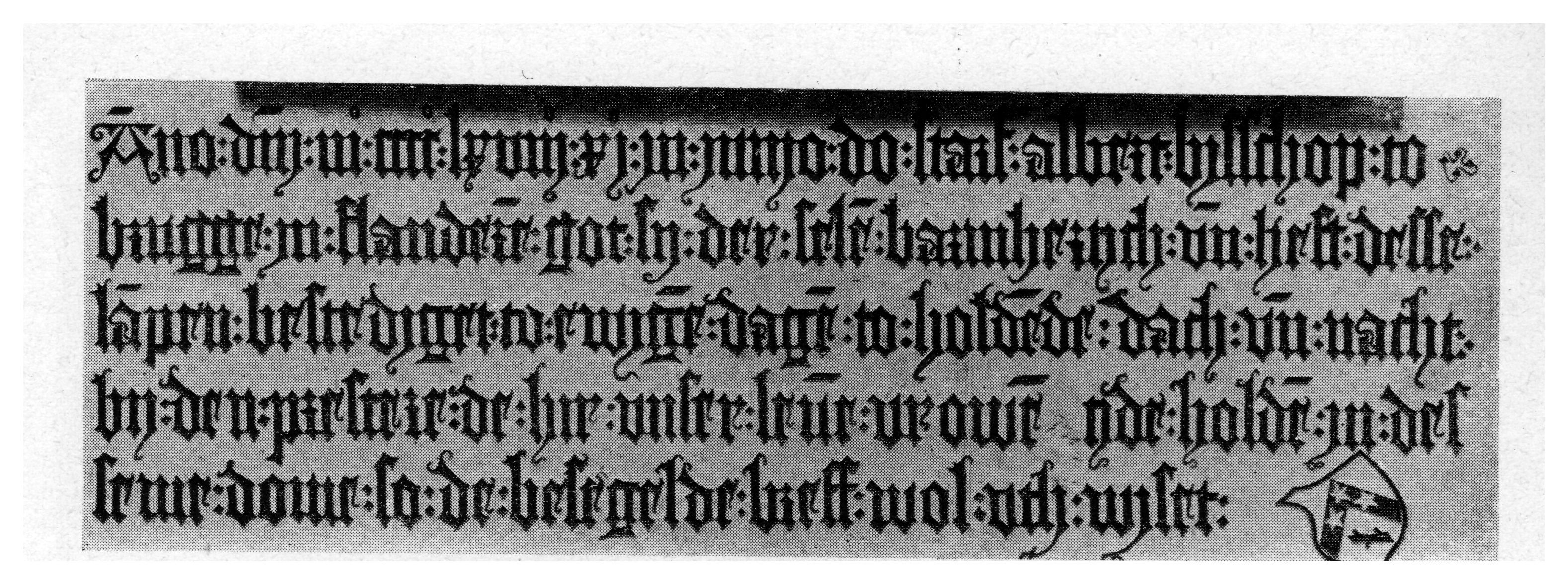
Inschriftentafel des Epitaphs (1468)

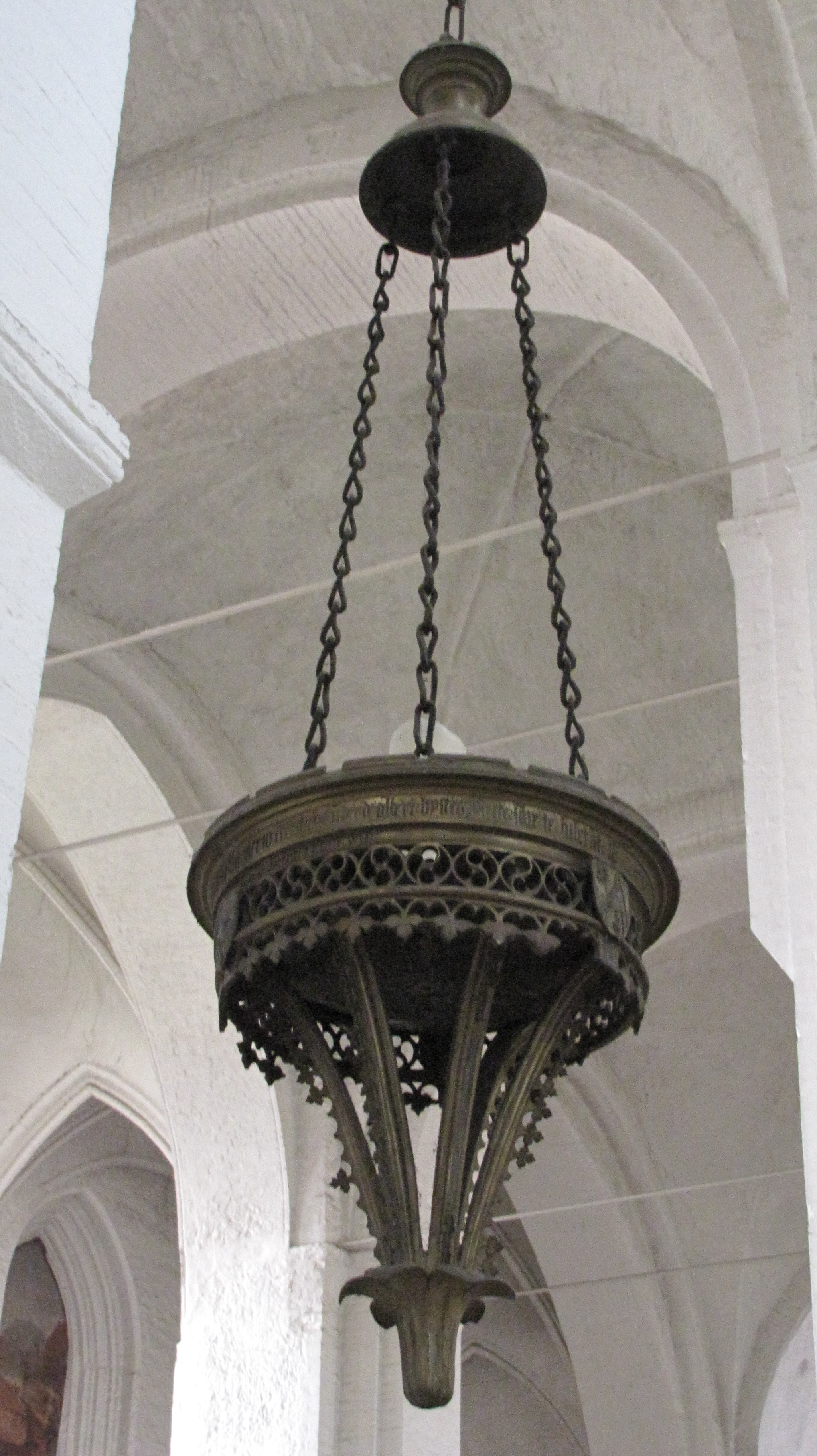
Ampel des Albert Bisschop im Lübecker Dom

Über die Ausbildung und den frühen Werdegang von Albert Bisschop liegen keine Erkenntnisse vor. Er war seit 1452 als Kaufmann in Brügge tätig. Das Hansekontor in Brügge befand sich in der Zeit von 1453 bis 1457 erst in Deventer, dann in Utrecht. Am 25. Mai 1457 wird Bisschop in einer Entscheidung des Lübecker Rats erwähnt. Spätestens 1459 stiftet er ein Kalksandsteinrelief aus Utrecht für den 1375 von dem Domherrn Albert von Stralendorff gestifteten (und nicht erhaltenen) Marienaltar im Lübecker Dom. Das Marienbild zeigt neben der thronenden Gottesmutter mit Kind nach älterer kunstgeschichtlicher Auffassung den Namensheiligen des Stifters, den Bischof Albertus Magnus von Regensburg, während die neuere Kunstgeschichte die Figur als den Heiligen Antonius auffasst, und die heilige Dorothea sowie Albert Bisschop selbst als knienden Stifter. Er errichtete am 19. März 1459 in Lübeck ein Testament, welches im Archiv der Hansestadt Lübeck erhalten ist. 1461 stiftete er dem Lübecker Dom eine Ewige Lampe als Bronzeampel aus flämischer Werkstatt mit mittelniederdeutscher Inschrift und Bezug zu der mittelniederdeutschen Inschriftentafel in gotischer Minuskel unter dem Marienbild, die allerdings erst nach seinem Tod gesetzt wurde. Am 12. November 1462 urkundete der Lübecker Bischof Arnold Westphal gemeinsam mit dem Domkapitel wegen der Marientiden eine Empfangsbestätigung/Quittung über 200 Mark, die bei Ritter von Buchwald in Sierhagen als Rente in Hof und Mühle angelegt waren. Diese Stiftung wird in der Inschriftentafel ebenfalls erwähnt. Die Urkunde befindet sich heute ebenfalls im Archiv der Hansestadt Lübeck. 1465 ist Albert Bisschop einer von zwei Kaufleuten des Lübecker Drittels im Rat des deutschen Kaufmanns zu Brügge 1467 ist er als Ältermann des Hansekontors in Brügge belegt. Er starb 1468 in Brügge und wurde vor dem Altar der St. Nikolaus-Kapelle der Karmeliterkirche bestattet, der Kirche und dem Versammlungsraum der hansischen Kaufleute in Brügge. Die Karmeliter und die Angehörigen des deutschen Kaufmanns zu Brügge pflegten sein Andenken jährlich vor Pfingsten.

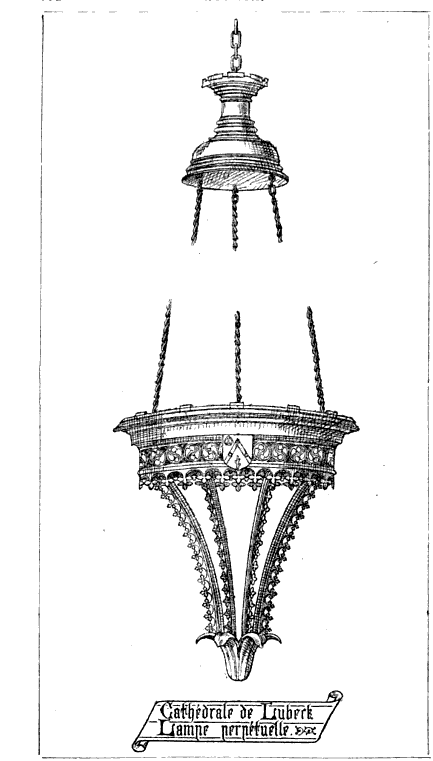
Zeichnung (1889) der Bronzeampel mit dem Wappen Bisschops

Nach seinem Tod 1468 kam als Stiftung die Inschriftentafel mit inhaltlichem Bezug zur Bronzeampel unter dem von ihm gestifteten Marienbild hinzu. Die Tafel zeigt unten rechts das Wappen des Albert Bisschop. Es zeigt einen mit drei Sternen belegten Sparren, der einen dürren Ast einschließt. Es findet sich auch auf der Bronzeampel, ebenfalls einer flandrischen Arbeit, dort allerdings ergänzt um eine Bischofsmütze im oberen Feld. Das Marienbild und die hinzugesetzte Inschriftentafel geben in der Zusammensetzung den Eindruck eines Epitaphs; es zählt zu den frühen und in Norddeutschland seltenen Vertretern eines Typus, dessen unmittelbare Vergleichsstücke in den südlichen Niederlanden, besonders in Brügge zu suchen sind. Zusammen mit dem Baldachin erfüllte das Epitaph als Dorsale gleichzeitig die Funktion eines Retabels. Der ursprüngliche Standort war in dem von Westen her ersten Joch des nördlichen Chorumgangs gegenüber der Alten Sakristei; 1965 an der Nordseite des zweiten Langhauspfeilers zum nördlichen Seitenschiff.